# Бон Фестивал
Обон (お盆) или само Бон ( 盆) је јапански будистички празник посвећен духовима предака. Овај будистичко—конфуцијански празник еволуирао је у празник поновног породичног окупљања током којег се људи враћају у своја родна места, посећују и чисте гробове својих предака пре него што њихови духови поново посете олтаре у домаћинству . У Јапану се овај празник слави више од 500 година и укључује традиционални плес, познат као Бон Одори .
Обон траје три дана. Међутим, његов датум почетка варира у различитим регионима Јапана. Када је лунарни календар промењен у грегоријански календар почетком Меиђи ере, људи у јапанским регијама реаговали су различито, што је резултирало са три различита датума Обона. Шићигацу Бон (Јулски Бон) заснован је на соларном календару и слави се око 15. јула у источном Јапану ( регија Канто, у коју спадају Токио, Јокохама и регион Тохоку ), подударајући се са Ћуген . Хаћигацу Бон (Августовски Бон), заснован на лунарном календару слави се око 15. августа. На овај датум се најчешће слави. Кју Бон (Стари Бон) слави се 15. дана седмог месеца лунарног календара, па се тако датум разликује сваке године. Датум обично пада између 8. августа и 7. септембра. Изузеци су били 2008. и 2019. година, када су се соларни и лунарни календар подударили, па су Хаћигатсу Бон и Кју Бон прослављени истог дана. Кју Бон се слави у областима као што су северни део регије Канто, регион Ћугоку, Шикоку и Окинава . Ова три фестивалска дана нису уврштена у државне празнике, али је уобичајено да се људима дају слободни дани. 

## Порекло
Обон је скраћени облик од Уламбана ( санск. उल्लम्बन , јап. 于蘭盆會 или 盂蘭盆會 , урабон'е ). Превод са санскрита је "висити наопако", што подразумева велику патњу.  Људи који учествују на овом фестивалу верују да би требалo побољшати патњу Урабане.
Бон Одори води порекло од приче о Маха Маудгаљајани (Мокурен), Будиног ученика, који је користио своје натприродне моћи да надгледа своју преминулу мајку само да би открио да је пала у царство гладних духова и да је пати.  Јако узнемирен, отишао је до Буде и питао како може да ослободи мајку из овог царства. Буда га је упутио да приноси дарове многим будистичким монасима који су управо завршили своје летње повлачење петнаестог дана седмог месеца. Мокурен га је послушао и на тај начин ослободио своју мајку. Такође је почео да сагледава њену несебичност у прошлости и жртве које је учинила ради њега током живота. Ученик, срећан због ослобађања своје мајке од патње и захвалан на многим добротама, плесао је од радости. Из овог плеса радости потиче Бон Одори или плес Бон, током кога се преци и њихове жртве памте и уважавају.
Како се Обон одвија током летњих врућина, учесници традиционално носе јукату, лагани памучни кимоно . Славље укључује и огроман карневал с вожњама, играма и летњим фестивалским намирницама. 
Током фестивала, породице традиционално враћају духове својих предака назад у своје стално пребивалиште под вођством ватре. Овај ритуал познат је као Окуриби ("слање ватре"). Ватра такође означава почетак ( Мукаеби ) као и затварање фестивала. 

## Бон Одори
Бон Одори ( јапански : 盆 踊 り ), што значи једноставно плес Бон, је плес који се изводи током Обона. Изворно овај плес потиче од народног плеса Ненбуцу, игран током дочека духова мртвих. Стил прославе разликује се у многим аспектима од региона до региона. Свака регија има локални плес, као и различиту музику. Песме могу садржати духовне поруке или локалне минјо народне песме. Због тога Бон плес изгледа и звучи различито од региона до региона. Хокаидо је познат по народној песми познатој као „ Соран Буши “. Песма " Токио Ондо" пева о свом имењаку из престонице. "Гуђо Одори" у месту Гуђо у префектури Гифу познат је по ноћном плесу . " Гошу Ондо " је народна песма из префектуре Шига . Становници подручја Кансаи препознаће чувени „ Каваћи Ондо “. Токушима на острву Шикоку је позната по „ Ава Одори “, а на крајњем југу се може чути „Охара Буши“.у Кагошими.
Начин на који се плес изводи такође је различит у свакој регији, мада типични Бон плес укључује људе који се построје у круг око високе дрвене скеле (јагура) направљене посебно за фестивал званог. Јагура је обично и бина за музичаре и певаче обон музике. Неки плесови се одвијају у смеру казаљке на сату, а неки се одвијају у правцу супротном од казаљке на сату. Неки се плесови мењају током играња, мада већина не. Понекад се људи крећу према јагури и даље од ње. Ипак неки плесови, попут плеса Кагошима Охара и Токушима Ава Одори, се једноставно настављају право улицама града.
Плес различитих региона може приказати историју и специјализацију подручја. На пример, покрети плеса Танко Буши („песма за експлоатацију угља“) старог рудника Мике на острву Кјушу приказују покрете рудара, тј. копање, гурање колица, вешање фењера итд .; горе поменути Соран Буши опонаша рад рибара као што је извлачење мрежа. Сви плесачи складно изводе исте плесне покрете.
Постоје и други начини на који регионални Бон плес може варирати. Неки плесови укључују употребу различитих врста лепеза, други укључују употребу малих пешкира званих тенугуи који понекад могу имати шарени дизајн. Неки захтевају употребу малих дрвених клешта или каћи-каћи током плеса. Музика која се пушта током Бон плеса није ограничена на Обон музику и минјо песме; неки модерни енка хитови и дечије мелодије написане у ритму „ ондо “ музике такође се користе током Обон сезоне.
Каже се да је традиција Бон плеса започела у каснијим годинама Муромаћи периода као врста јавне забаве. Временом се првобитно религиозно значење изгубило, а плес је постао повезан са летом.
Бон плес који се изводи на Окинави познат је као еиса . Слично томе, острва Јаејама имају и Ангаму .

## Прославе изван Јапана

### Аргентина
У Аргентини, јапанске заједнице на јужној хемисфери славе Бон током лета . Највећи фестивал одржава се у колонији Уркуиза, у Ла Плати . Одвија се на спортском терену јапанске школе Ла Плата. Фестивал такође укључује таико емисије и плес. 

### Бразил
Бон Одори сваке године се слави у многим јапанским заједницама широм Бразила, јер је Бразил дом највећег броја јапанског становништва изван Јапана. Сао Пауло је главни град јапанске заједнице у Бразилу, а такође има и главни фестивал у Бразилу, са уличним одори плесом и плесом мацури . Такође садржи такмичења Таико и Шамисен . Наравно, овај фестивал је такође јединствени доживљај разних јапанских јела и пића, уметности и плеса.

### Кина
У кинеској култури, петнаести дан седмог месеца по лунарном календару слави се Дан духова, а седми месец уопште се сматра се за месец духова (鬼 月), у коме излазе духови, укључујући и оне преминулих предака из доњег царства. Овај фестивал сличан је Обон фестивалу у Јапану, а разликује се од фестивала Кингминг (дан чишћења гробница, у пролеће) и Дуплог Деветог фестивала (у јесен), у којем живи потомци одају почаст својим преминулим прецима. За време Фестивала духова верује се да покојници посећују живе.
Вијетнам
Овај фестивал познат је под називом Тет Трунг Нгујен. То је време помиловања осуђених душа које су ослобођене из пакла. „Душе бескућника“ треба хранити и удовољити им понудама у виду хране. Заслуге за живе се убирају и пуштањем птица и риба. Лунарни месец у коме се одржава фестивал колоквијално је познат и као Чанг Ко Хон - месец усамљених духова, за који се верује да је уклет и посебно несрећан.
Под утицајем будизма, овај празник се поклапа са Ву Ланом (вијетнамска транслитерација за Уламбана).
У савременом добу Ву Лан се такође сматра Даном мајки. Људи чије су мајке живе носе црвену ружу, док они чије су мајке умрле носе белу ружу, присуствују службама и моле за покојника.

### Кореја
Корејска верзија прославе Бона позната је као Баекјунг. Учесници приносе понуде у будистичким светилиштима и храмовима, а изводе се и плесови под маскама. То је једнако пољопривредни фестивал колико и религиозни.  

### Малезија
На Малезији се Бон Одори фестивали такође сваке године обележавају у Еспланади, Пенангу, стадиону Шах Алам у Шах Аламу у Селангору, као и на Малезија Сабах универзитету у месту Кота Кинабалу, Сабах . Ово славље, које је главна атракција државе Селангор, je главни продукт Јапанског експатријског и имигрантског друштва у Малезији. У поређењу са прославама у Јапану, фестивал се слави у много мањем обиму у Пенангу, Селангору и Сабаху и мање је повезан са будизмом, а више са јапанском културом. Одржава се углавном како би локалним становницима изложио део јапанске културе. Фестивал пружа доживљај разноврсне јапанске хране и пића, уметности и плеса, а огроман број јапанских компанија у Малезији учествује у промоцији њихових производа.

### Сједињене Америчке Државе и Канада
Бон Одори фестивали се такође славе и у Северној Америци, нарочито Америкаци или Канађани јапанског порекла повезани са будистичким храмовима и организацијама. Храмови који припадају организацији Будистичких цркава Америке (БЦА) у САД обично прослављају Бон Одори уз обон светковине и традиционални Бон плес око јагуре . Многи храмови такође истовремено одржавају културолошки и вашар хране приказујући разноврсну кухињу и уметност, такође да би приказали карактеристике јапанске културе и јапанско-америчке историје.  Таико наступи, аматерских и професионалних група недавно су постали популарна карактеристика фестивала Бон Одори.  Бон Одори фестивали обично се одржавају између јула и септембра. Мелодије Бон плеса такође су сличне онима у Јапану; на пример, плес Танко Буши са острва Кјушу изводи се и у Америци. У Калифорнији, због дифузије јапанске имиграције, плесови Бон Одори такође се разликују од северне до јужне Калифорније, а на неке је утицала и америчка култура, попут „бејзбол ондо ".
Сезона Бон фестивала је важан део савремене културе и живота на Хавајима . Тамо су га донели радници са плантажа из Јапана, а сада се Бон Одори манифестације одржавају на пет главних острва (Кауаи, Оаху, Молокаи, Мауи и Хаваи) викендом увече, од јуна до августа. Одржавају се обично у будистичким, али понекад у шинтоистичким светилиштима или у тржним центрима.   У неким будистичким светилиштима, плесу претходи једноставан ритуал у којем породице покојника који је преминуо у прошлој години пале тамјан за помен, али догађај је у суштини нерелигиозан. Песме које се изводе разликују се по регионима - једносатни или двосатни плес у западном делу Великог острва (у и око Кајлуа Кона ), на пример, обично започиње са Танко Буши, наставља се песмама попут Каваћи Отоко Буши ( употребом дрвених удараљки), Јуката Одори (користећи пешкире дате на пулту за донације), Асатоја Јунта и Ашибина песме из префектуре Окинава (ове песме одражавају чињеницу да многи потомци Окинављана живе на Хавајима), Покемон Ондо за децу, зумба песме за младе, Дивна Недеља итд. Плес се завршава са Фукушима Ондо славећи обилну жетву.  Учесници, потомци Јапанаца као и људи других националности, плешу у великом кругу око јагуре, централног постоља постављеног за плес, из кога се емитују снимљене песме и, углавном, таико група прати песме бубњевима. У већим градовима, волонтери дају часове Бон плеса пре самог догађаја. 
Неки јапански музеји такође могу приредити фестивал Обон, попут јапанског музеја Мориками  на Флориди.
У Сен Луис Мисурију, Ботаничка башта је сваке године од 1977. била домаћин Бон фестивала током Празника рада. Пошто је то јапански фестивал, одржава се у сарадњи са неколико јапанско-америчких организација. Хиљадама људи током три дана приказује се аутентична јапанска музика, уметност, плес, храна и забава, укључујући плес око јагуре, сумо рвање, таико бубњеви, бонсаи, традиционални инструменти, вашари, игралишта са аутентичном јапанском храном, чајне церемоније, лампиони са свећама пуштају се на језеру у јапанској башти и још много тога.